# يوكيكو ياماشيتا
يوكيكو ياماشيتا (بالإنجليزية: Yukiko Yamashita)‏ هي أحيائية أمريكية، ولدت في 1972.